# Cuitegi
Cuitegi is een gemeente in de Braziliaanse deelstaat Paraíba. De gemeente telt 7.243 inwoners (schatting 2009).